# ユージン・ジェンドリン
ユージン・ジェンドリン（Eugene Tovio Gendlin、1926年12月25日 - 2017年5月1日）は、アメリカの哲学者・心理療法家で、体験過程（英: experiencing）理論を提唱し、フォーカシング（英: focusing）を創始した。
1978年に夫妻で初来日し、ワークショップを開催した。
1926年にオーストリアのウィーンで生まれる。
シカゴ大学で哲学を学び、カール・ロジャーズのもとでカウンセリングを学ぶ。
1958年に『象徴化における体験過程の機能（“The function of experiencing in symbolization”）』の学位論文で博士号を取得した。
1961年にウィスコンシン大学精神医学研究所所員となった。
カウンセリングの実践を研究する中から体験過程理論を構築し、体験過程の象徴化の方法として、フォーカシングの技法を体系立てる。
その後、カウンセリングのエッセンスともいえるフォーカシングの理論と技法を、再びカウンセリングに還元した、フォーカシング指向心理療法を提唱した。
およそ2000年以降は、心理療法の研究から離れ、本来のライフワークである哲学の研究に専念した。

## 著書・論文
- Gendlin, E.T.　(1958)　The function of experiencing in symbolization.　Unpublished doctoral dissertation.　University of Chicago.
- Gendlin, E.T. (1961)　Experiencing: A variable in the process of therapeutic change. American Journal of Psychotherapy , 15(2) , 233-245.
- Gendlin,E.T.　(1962)　Experiencing and the creation of meaning:: A philosophical and psychological approach to the subjective.　New York : Free Press of Glencoe
  - （ジェンドリンE.T. (著)　筒井健雄(訳)　1993　体験過程と意味の創造　東京：ぶっく東京）
- Gendlin, E.T.　(1966)　Taiken katei to shinri ryoho.
  - （ジェンドリンE.T. (著)　 村瀬孝雄(編訳)　1966 体験過程と心理療法　東京：牧書店）
  - （ジェンドリンE.T. (著)　 村瀬孝雄(編訳)　1981 体験過程と心理療法　東京：ナツメ社）
- Gendlin, E.T. (1978)　Focusing.　New York : Everest House
- Gendlin, E.T. (1981)　Focusing. 2nd ed.　Toronto : Bantam Books
  - （ジェンドリンE.T. (著)　 村山正治・都留春夫・村瀬孝雄(訳)　1982　フォーカシング　東京：福村書店）
- Gendlin, E.T.　(1986)　Let your body interpret your dreams.　Wilmette, IL : Chiron Publications
  - （ジェンドリンE.T. (著)　 村山正治・都留春夫・村瀬孝雄(訳)　1988/1998　夢とフォーカシング：からだによる夢解釈　東京：福村書店）
- Gendlin, E.T.　(1996)　Focusing-oriented psychotherapy: A manual of the experiential method.　New York: Guilford
  - （ジェンドリンE.T. (著)　村瀬孝雄・池見陽・日笠摩子(監訳)　池見陽・日笠摩子・村里忠之(訳)　1998 フォーカシング指向心理療法　上巻　体験過程を促す聴き方　東京：金剛出版 ISBN 978-4772405904）
  - （ジェンドリンE.T. (著)　村瀬孝雄・池見陽・日笠摩子(監訳)　 日笠摩子・田村隆一・村里忠之・伊藤義美 (訳)　1998 フォーカシング指向心理療法　下巻　心理療法の統合のために　東京：金剛出版 ISBN 978-4772406130）

- Gendlin, E.T.　(1964)　A theory of personality change.　In P. Worchel & D. Byrne (Eds.), Personality change , pp. 100-148.　New York : John Wiley and Sons
- Gendlin, E.T. (1973). Experiential psychotherapy.　In R. Corsini (Ed.), Current psychotherapies, pp. 317-352.　Itasca: Peacock
- Gendlin, E.T.　(1990)　The small steps of the therapy process: How they come and how to help them come.　In G. Lietaer, J. Rombauts & R. Van Balen (Eds.), Client-centered and experiential psychotherapy in the nineties, pp. 205-224.　Leuven: Leuven University Press.
  - （ジェンドリンE.T.・池見陽(著)　池見陽・村瀬孝雄(訳)　1999　セラピープロセスの小さな一歩：フォーカシングからの人間理解　東京：金剛出版）